# 르블랑 공정

르블랑 공정 (초록= 반응물, 검정 = 중간체, 빨강 = 결과물)

르블랑 공정은 니콜라 르블랑 이 19세기 산업 혁명 중에 탄산 나트륨을 생산하기 위해서 만든 공정이다.
2 NaCl + H2SO4 → Na2SO4 + 2 HCl
Na2SO4 + CaCO3 + 2 C → Na2CO3 + CaS + 2 CO2
이 공정은 나중에 염산, 이산화 탄소, 황화 칼슘을 생성하지 않는 솔베이 공정으로 바뀐다. 이 과정에서 황산과 탄소는 필요가 없고 중간 촉매로 암모니아, 결과물로 염화 칼슘을 생성한다.